# Hulverscheidt
Hulverscheidt ist eine Ortschaft der Stadt Radevormwald im nordrhein-westfälischen Regierungsbezirk Köln in Deutschland.

## Lage und Beschreibung
Der Ort liegt im Südwesten von Radevormwald. Die Nachbarorte sind Heide, Grünenbaum, Espert und Ispingrade. Hulverscheidt ist über eine Zufahrtsstraße von der Landesstraße 412 zu erreichen.
Südöstlich von Hulverscheidt fließt der Hulverscheider Bach, ein Zufluss der Wiebach-Vorsperre der Wuppertalsperre. Südlich des Ortes erhebt sich auf der anderen Bachtalseite der Höhberg (349,6 m ü. NHN).

## Politik und Gesellschaft
Der Ort gehört zum Gemeindewahlbezirk 110, der am 1. Januar 2004 insgesamt 1.590 Wahlberechtigte hatte.

## Geschichte
Um 1050  wurde der Ort das erste Mal urkundlich erwähnt und zwar „Besitz der Reichsabtei Werden“.
Schreibweise der Erstnennung: Hulvenscetha

## Freizeit
- Als Freizeitbeschäftigungen bieten sich Spaziergänge durch Hulverscheidt oder seiner Umgebung, zum Beispiel dem Wiebach-Tal oder der Wiebach-Vorsperre an.

### Wander- und Radwege
- Der Rundwanderweg A3 verläuft südöstlich des Ortes durch das Hulverscheider Bachtal.
- Der SGV Bezirkswanderweg ◇8 von Radevormwald nach Köln-Höhenhaus verläuft südöstlich des Ortes durch das Hulverscheider Bachtal.